# Belo Polje (Brus)
Belo Polje (em cirílico: Бело Поље) é uma vila da Sérvia localizada no município de Brus, pertencente ao distrito de Rasina. A sua população era de 32 habitantes segundo o censo de 2011.

## Demografia
| 1948 | 1953 | 1961 | 1971 | 1981 | 1991 | 2002 | 2011 |
| ---- | ---- | ---- | ---- | ---- | ---- | ---- | ---- |
| 232  | 246  | 241  | 198  | 120  | 83   | 50   | 32   |